# Lugal-irra e Meslamta-ea
Lugal-irra (ou Lugalgirra) e Meslamta-ea (ou Meslamtaea) são duas divindades menores da Mesopotâmia antiga. São dois gêmeos que são divindades infernais, que podem estar na origem nas figuras dos guardas das portas do Inferno. No 1.º milénio a.C. ambos eram identificados com o grande deus dos Infernos Nergal/Erra. O seu principal local de culto era a cidade de Quisiga, no norte da Babilónia.
Na Assíria, eram frequentemente representados sobre pequenos tijolos cozidos, lado a lado e brandindo uma machado, e as suas efígies eram colocadas sob as portas, para as quais asseguravam proteção mágica. Uma das portas interiores da cidade de Babilónia e o bairro onde se encontrava eram chamados Lugal-irra.
Na astrologia mesopotâmica e no seu zodíaco, estas duas divindades eram os "Grandes Gémeos", ou seja, a constelação e signo dos Gémeos.